# Barbi Hayden
Callee Wilkerson (College Station, Texas; 2 de octubre de 1990) es una ex luchadora profesional estadounidense más conocida por sus nombres artísticos Barbi Hayden y Abilene Maverick. Fue campeona del NWA World Women's Championship, de la National Wrestling Alliance, en enero de 2014.

## Carrera profesional
El 25 de enero de 2014, Hayden ganó el NWA World Women's Championship por primera vez, tras derrotar a Kacee Carlisle. Hizo su primera defensa exitosa del título el 8 de febrero contra Santana Garrett en WSU Mutiny. Hayden mantuvo el título 378 días, cuando defendió con éxito el título once veces, antes de perderlo ante Garrett el 7 de febrero de 2015.
El 31 de julio de 2015, Hayden perdió ante Tessa Blanchard en el primer combate femenino que se televisó en China. El 21 de enero de 2016 Hayden debutó en Shine Wrestling en SHINE 32, derrotando a Renee Michelle. Al mes siguiente, el 26 de febrero, en SHINE 33 Hayden derrotó a Leah Vaughan.
Hayden apareció en TNA One Night Only: Knockouts Knockdown 2016 Pay Per View. En este evento, Hayden derrotó a Raquel en un combate individual clasificatorio, por un puesto en la Queen of the Knockouts Gauntlet Battle Royal. Enfrentándose a Jade, Allysin Kay, Allie, Madison Rayne y Marti Belle y Rebel y Rosemary, que fue ganada por Jade.
Hayden se unió a Women of Wrestling (WOW) bajo el nombre de Abilene Maverick. Tras debutar, Maverick comenzó a convertirse en heel y empezó a intimidar a Stephy Slays, cometiendo actos como derramar té sobre ella, y fingiendo una lesión para evitar enfrentarse a ella en el ring. Tras la victoria de Slays sobre The Disciplinarian, la malvada Maverick atacó a Slays en el backstage, cimentando su heel turn.
El 22 de julio de 2019, Hayden anunció su retiro de la lucha libre profesional para centrarse en la realización de espectáculos de teatro en Las Vegas (Nevada).

## Campeonatos y logros
- Anarchy Championship Wrestling
  - ACW American Joshi Championship (1 vez)[12]
  - ACW Televised Championship (1 vez)[13]
- National Wrestling Alliance
  - NWA World Women's Championship (1 vez)[14]
- Lone Star Championship Wrestling
  - NWA Lonestar Women's Championship (4 veces)[15]
- NWA Texoma
  - NWA Texoma Women's Championship (1 vez)[16]
- Pro Wrestling Illustrated
  - Posicionada en el n.º 12 del top 50 de luchadoras femeninas en el PWI Female 50 en 2014[17]